# Cirricaecula johnsoni
Cirricaecula johnsoni är en fiskart som beskrevs av Schultz, 1953. Cirricaecula johnsoni ingår i släktet Cirricaecula och familjen Ophichthidae. Inga underarter finns listade i Catalogue of Life.